# 前川麻子
前川 麻子（まえかわ あさこ、1967年8月19日 - ）は、日本の小説家、演出家、女優。父は放送作家の前川宏司。

## 来歴・人物
東京都渋谷区生まれ。森村学園中等部卒業、東京都立大学附属高等学校中退。
1983年、映画『家族ゲーム』に端役で出演。1986年、劇団「品行方正児童会」を設立、劇作家として戯曲『センチメンタル・アマレット・ポジティブ』を上梓、女優として「初日通信大賞主演女優賞」などを受賞。1987年、にっかつロマンポルノ『母娘監禁 牝<めす>』に主演し、ヨコハマ映画祭最優秀新人賞、おおさか映画祭最優秀新人賞を受賞。品行方正児童会を解散後、アンファン・テリブル・プロデュースにて『主婦マリーがしたこと』、『SOUL OF COLORS』シリーズの作・演出・出演・プロデュースで堺雅人、相島一之、ラサール石井らとの二人芝居を展開。ワークショップの主宰で吉岡睦雄、小柳菜穂子、趙珉和を輩出。2008年「龍昇企画」で『モグラ町』シリーズを作・演出した。
2000年、『鞄屋の娘』で小説新潮長編小説新人賞を受賞し、作家としてデビュー。以後執筆活動を続けている。
2008年、松田優作との交流を赤裸々に描いたケータイ小説『十五』をAli名義で発表。

## 著書
- センチメンタル・アマレット・ポジティブ（1990年、JICC出版局）（宝島モダンクラシックプレイズ）
- 鞄屋の娘（新潮社、2000年）のち光文社文庫
- 明日を抱きしめて（新潮社、2000年）「晩夏の蝉」と改題 光文社文庫）
- 愛という（2001年、角川書店）
- ネイバーズ・ホーム・サービス（2002年、集英社）
- 劇情コモンセンス（2003年、文藝春秋）
- ファミリーレストラン（2004年、集英社）
- すきもの（講談社、2004年）のち文庫
- これを読んだら連絡をください（2004年、光文社）のち文庫
- すべての愛の1%（2005年、徳間書店）
- パレット（光文社、2005年）のち文庫
- いつか愛になるなら（2006年、角川書店）
- 夏のしっぽ（2007年、講談社）
- ブルーハーツ（2007年、ジャイブ）のちピュアフル文庫
- 海へ向かう（2007年、ジャイブ・ピュアフル文庫）
- 十五（2008年、講談社）　※Ali名義
- コイするヒト（2009年、ジャイブ・ピュアフル文庫）

## 出演

### 映画
- 家族ゲーム（1983年、森田芳光監督） - 田上由利子 役
- ブレイクタウン物語（1985年）
- 母娘監禁 牝〈めす〉（1987年）（ヨコハマ映画祭最優秀新人賞受賞、おおさか映画祭最優秀新人賞受賞）
- 噛む女（1988年）
- 輪舞〈りんぶ〉（1988年）
- リボルバー（1988年）
- ほんの5g（1988年）
- お墓と離婚（1993年）
- スーパーカミング（1995年）
- 人間椅子（1997年） - タイトスカートのモガ 役
- 不機嫌な果実（1997年）
- 空が、近い（2002年）
- コラボ・モンスターズ!!「love machine」（2011年、古澤健監督）
- 愛のゆくえ(仮)（2012年、木村文洋監督）

### テレビドラマ
- 家族の晩餐（1984年）
- マイ・フェア・レディース　お嬢さまを探せ！（1986年12月30日放送、演出:金子修介）- シャブ中の女子高生　役
- あなたの知らない、あなたの部屋（1987年）
- 映子の選択（1992年）
- 夢の帰る場所（1993年）
- 盗まれた情事（1993年）
- 協奏曲（1997年、TBS系）
- 横山秀夫サスペンス 第三の時効シリーズ 「囚人のジレンマ」 （TBS系、2004年） - 永井貴代美 役

### CM
- トライデント・シュガーレスガム （1987年）
- 数寄屋橋 阪急デパート （1988年）
- 味の素・コンソメ、エビピラフ （1992年）
- 東京薬科大学 （1993年）
- 東芝・冷蔵庫 収納名人 （1995年）
- ミツカン・しゃぶしゃぶのたれ （1995年）

### ビデオ
- エイズ 〜間違いだらけのSEX知識〜（1987年）